# Urlaub mit Mama
Urlaub mit Mama ist ein deutsches Roadmovie von Florian Froschmayer aus dem Jahr 2018. Andrea Tönnesen, gespielt von Anja Kling, hat ihrer Mutter Helga Zimmermann (Christine Schorn) zum 75. Geburtstag einen Trip nach Verona geschenkt inklusive Sektempfang und Opernbesuch. Ihre Planung sieht vor, dass in 24 Stunden alles erledigt ist, da sie sich sicher ist, dass es zwischen ihr und ihrer Mutter länger nicht gutgehen könne.

## Handlung
Anlässlich des 75. Geburtstages ihrer Mutter Helga Zimmermann hat ihre Tochter Andrea Tönnesen die alte Dame zu einem eintägigen Kurzurlaub nach Verona eingeladen. Andrea empfängt ihre Mutter vor dem gebuchten Hotel mit einem Blumenstrauß und Sekt. Da Andreas Bruder Martin sein Kommen in letzter Minute abgesagt hat, muss Andrea die Zeit mit ihrer Mutter allein verbringen, was sie eigentlich vermeiden wollte, da ihr Verhältnis zueinander eher angespannt ist. Am Abend besuchen Mutter und Tochter die Arena von Verona, wo Verdis Oper Rigoletto auf dem Programm steht. Die Aufführung ist für beide ein emotionales Erlebnis. Der Abend klingt in einer kleinen Bar aus, in der Helga Zimmermann ihren alten Freund Federico wiedertrifft.
Am anderen Morgen erwartet Andrea eine unangenehme Nachricht, wegen einer vom Vesuv ausgespuckten Aschewolke fallen vorerst alle Rückflüge aus, ebenso fahren Bahn und Busse nicht. Für Andrea ist das eine mittlere Katastrophe, da sie dringend an ihrer Arbeitsstelle in Hamburg erwartet wird, wo etwas mit den von ihr entworfenen Verpackungen schiefgelaufen ist, was eine am übernächsten Tag stattfindende Präsentation gefährdet. Mutter und Tochter versuchen nun einen Mietwagen zu bekommen, was aber angesichts der vielen Menschen, die das auch wollen, nicht klappt. Ein Mietwagenunternehmer deutscher Herkunft vermittelt den Frauen eine Adresse, wo sie günstig ein Auto für die Rückfahrt erstehen können, allerdings müssen sie dazu erst einmal in die Toskana gelangen. Helga passt eine günstige Gelegenheit ab und eignet sich einen Kastenwagen an, der unverschlossen und mit Zündschlüssel vor einem Geschäft parkt, in dem ein junger Mann, der ihn offensichtlich erstanden hat, zwecks Kaufabwicklung verschwunden ist. Andrea steigt zu, ohne zu ahnen, dass ihre Mutter das Auto entwendet hat. Irgendwann auf der Fahrt Richtung Brenner gesteht Helga ihrer Tochter, was es mit dem Fahrzeug auf sich hat, als ein Auto der Carabinieri das Duo zu verfolgen scheint. Kurz vor ihrem Ziel lassen die Frauen das Auto stehen und legen den Rest des Weges zum Haus von Silvio, dessen Adresse sie von dem Mietwagenunternehmer erhalten haben, zu Fuß zurück.
Nachdem sich das Duo nach einigen weiteren Widrigkeiten endlich auf dem Heimweg befindet, machen die Frauen auf Helgas Wunsch Rast in einer Gaststätte. Dort wird im Fernsehen über die Aschewolke und deren Folgen berichtet. Es werden auch Aufnahmen vom Flughafen gezeigt. So wird Andrea mit Bildern konfrontiert, die ihren Mann und seine derzeitige Freundin turtelnd miteinander zeigen. Helga nimmt das zum Anlass, Andrea zu kritisieren, obwohl sie gerade in diesem Moment die Zuwendung ihrer Mutter besonders gebrauchen könnte. Das lässt sie Helga auch wissen, was zu einem Wortgefecht und in der Folge dazu führt, dass Helga kurzerhand einen Lastwagenfahrer bittet, sie mitzunehmen, ohne Andrea, die gerade auf der Toilette ist, eine Nachricht zu hinterlassen. Aufgeklärt durch Besucher der Gaststätte erfährt Andrea allerdings, dass ihre Mutter in einen Lkw gestiegen ist. Natürlich macht sie sich Sorgen und setzt nach einer Zeit des Abwartens ihre Fahrt fort. Als sie auf einem Parkplatz auf weitere Lkw-Fahrer trifft bringt Andrea einen von ihnen dazu, über Funk nachzufragen, ob jemand ihre Mutter im Wagen bei sich habe. Die Polizei ist Helga allerdings auch schon auf den Fersen und hält Hinnerk und seinen Laster an. Da Helga Zimmermann sich nicht ausweisen kann, nimmt Polizist Gruber sie mit auf die Wache. Dort treffen sich Mutter und Tochter dann auch wieder und können ihre Fahrt nach einigen Formalitäten fortsetzen.
Martin Zimmermanns Zuhause in Karlsruhe ist nun das Ziel für Mutter und Tochter, nachdem Andreas beruflicher Termin verlegt worden ist. Dort befindet sich inzwischen auch Andreas Sohn Felix, da dieser das Ferienlager der Schule vorzeitig wegen des Konsumierens von Alkohol verlassen musste. Zwischen Mutter und Tochter kommt es zu einer Aussprache, in der Andrea ihrer Mutter deutlich macht, wie sehr sie darunter gelitten hat, als ihre Mutter damals die Familie verließ. Helga versucht ihrer Tochter klarzumachen, dass sie nicht habe bleiben können, aber nie gewollt habe, dass der Kontakt zu ihren Kindern abbricht. Andrea ist inzwischen klargeworden, dass sie in ihrem Leben etwas ändern muss, zumal Felix ihr klipp und klar gesagt hat, dass er eine Entscheidung von seiner Mutter erwarte, da der derzeitige Stand zwischen den Eltern für ihn eher unerträglich sei. Ein Jahr später besuchen Mutter und Tochter erneut Verona.

## Produktion
Urlaub mit Mama wurde vom 10. Oktober bis zum 14. November 2017 in Bologna und Verona an Schauplätzen in Italien sowie in der Landeshauptstadt Berlin gedreht. Produziert wurde die Filmkomödie von der Letterbox Filmproduktion GmbH – Sabine Timmermann und der Albolina Film GmbH.
Der Soundtrack des Films enthält unter anderem folgende Titel:
- Mambo Italiano – Dean Martin
- Svaluation – Adriano Celentano
- Il Principiante – Brandabardò
- L’italiano – Toto Cutugno
- L’anno che verrà – Lucio Dalla

## Rezeption

### Veröffentlichung, Einschaltquote
Die Erstausstrahlung des Films erfolgte Freitag, den 14. September 2018 im Programm der ARD Das Erste. Die Redaktion des Films lag bei Stefan Kruppa und Sascha Schwingel.
Der Film konnte bei seiner Erstausstrahlung 4,01 Millionen Zuschauer an sich binden, was einem Marktanteil von 14,2 Prozent entsprach.

### Kritik
Die Kritiker der Fernsehzeitschrift TV Spielfilm zeigten mit dem Daumen zur Seite, vergaben für Humor einen von drei möglichen Punkten und zeigten sich von den ach so lustigen sein sollenden Szenen eher genervt: „Trotz Celentano und Postkartenidylle: Gegen das Skript kommen die Darsteller […] nicht an“. Fazit: „Altbackene Witze und lückenhafte Story.“
Tilmann P. Gangloff gab dem Film auf der Seite tittelbach.tv vier von sechs möglichen Sternen und fasste zusammen: „Der Film sieht aus wie eine vergnügliche Italienkomödie, und dank der beschwingten Musik sowie der diversen italienischen Schlager klingt er auch so. Weil ‚Urlaub mit Mama‘ […] jedoch ein Roadmovie ist, dient die Reise letztlich dem Zweck, Mutter und Tochter nach Jahren der Entfremdung endlich wieder miteinander zu versöhnen. Das mag nicht sonderlich originell klingen, ist aber schön verpackt, weil die Heimreise aus Verona zu einer Odyssee durchs herbstlich malerische Norditalien wird. Sehenswert ist diese nicht völlig klischeefreie ARD-Tragikomödie vor allem wegen Anja Kling und Christine Schorn, in deren zum Teil bitteren Dialogen sich viele Mütter und Töchter wiedererkennen werden.“
Kai Spanke befasste sich in der Frankfurter Allgemeinen mit dem Film und stellte fest, ‚Urlaub mit Mama‘ kombiniere „Komödie und Roadmovie, versumpf[e] dabei aber in einer Mischung aus Ulk, Pathos und Moral“. […] Die Bilder des Films seien „so glatt und makellos, als hätte die Tourismusbranche sie in Auftrag gegeben“. „Tiefgreifende Dialoge“ seien „Fehlanzeige“.
Der Kritiker beim Filmdienst war der Meinung: „Durch das Spiel der Darstellerinnen streckenweise amüsante, aber vorhersehbare (Fernseh-)Komödie, deren Wandel zum Road Movie äußerst konstruiert wirkt. Der harmonische Ausgang steht in dem Film voller Postkarten-Ästhetik und Italien-Klischees nie in Frage. – Ab 12.“
Petra Koruhn befasste sich in der Berliner Morgenpost mit dem und kam zu dem Ergebnis: „Der Film ‚Urlaub mit Mama glänzt‘ mit starken Schauspielerinnen und Leichtfüßigkeit. Ein paar Kleinigkeiten hätten besser sein können.“ […] Schon der Titel lasse ahnen, „dass diese Fahrt nicht unbedingt als Glückreise enden wird“. […] Regisseur Florian Forschmayer bette „das ewige Dilemma von Jung und Alt in einen Film ein, dessen Geschichte launig dahinplätscher[e]“. […] „Der leichte Ton und die wunderschönen Bilder lassen vergessen, dass viele Wendungen zu vorhersehbar sind“, führte die Kritikerin weiter aus, „man verzeiht diese Schwäche aber gern, weil die Schauspielerinnen dem Leichten die nötige Tiefen geben“ würden: „Anja Kling spiel[e] die Tochter, für die jedes Wort der Mutter ein rotes Tuch sei, bezwingend realistisch“. Die „dankbarere Rolle“ habe „Christine Schorn als Mutter Helga“: Sie dürfe „divenhaft zickig sein“ – und werde „am Ende doch zur Heldin“. Koruhns Fazit lautete: „Kompliment: Ein Film, der den Mutter-Tochter-Konflikt so leichtfüßig daherkommen lässt, ist selten. Ein bisschen mehr Ironie hätte der Komödie dennoch gutgetan.“